# Kurt Meier (Bobfahrer)
Kurt Meier (* 6. April 1962) ist ein ehemaliger Schweizer Bobfahrer und Olympiasieger.

## Werdegang
Der berufliche Programmierer und Analytiker Kurt Meier vom Bobclub Zürichsee gewann 1986 zusammen mit dem Piloten Ekkehard Fasser den Gesamt-Weltcup. Bei der Europameisterschaft in Igls sass Meier im Viererbob von Hans Hiltebrand. Hiltebrand steuerte den Bob in der Besetzung Hiltebrand, Meier, Erwin Fassbind und André Kiser zum Europameistertitel. Bei der Bobweltmeisterschaft 1986 auf der Bahn am Königssee trat der Schweizer Viererbob mit dem Piloten Erich Schärer an und gewann den Titel. Meier, Fassbind und Kiser waren mit zwei verschiedenen Piloten zu zwei Titeln im gleichen Jahr gefahren.

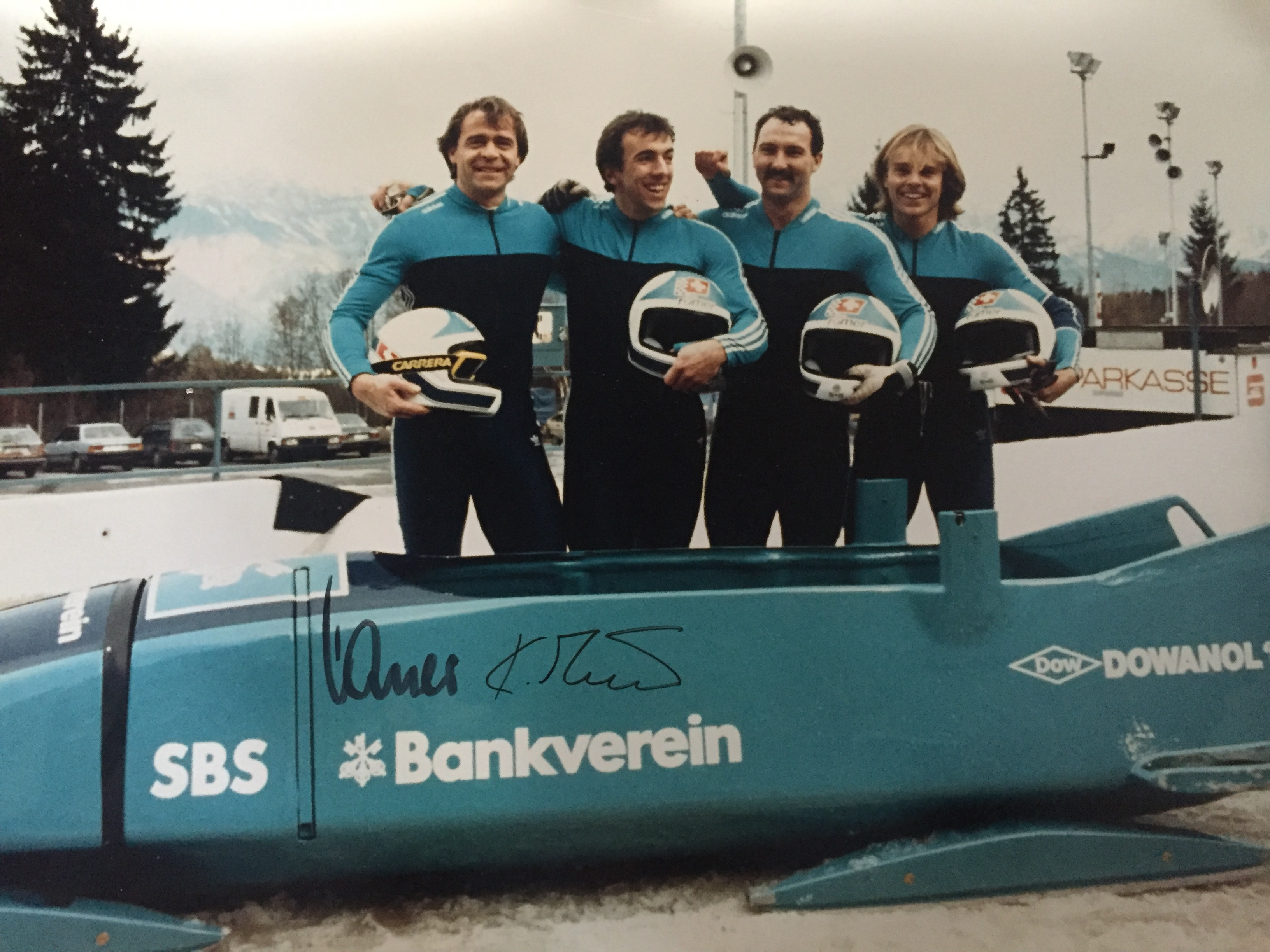
Fasser-Team Bob Olympiasaison 1988

1987 trat Meier wieder mit Ekkehard Fasser an und belegte im Viererbob den dritten Platz bei der Europameisterschaft. Ein Jahr später steuerte Fasser den Viererbob bei den Olympischen Spielen in Calgary in der Besetzung mit Ekkehard Fasser, Marcel Fässler und Werner Stocker zu olympischem Gold vor dem DDR-Piloten Wolfgang Hoppe.
Nach einigen Jahren ohne internationale Einsätze verstärkte Meier 1993 das Bob-Team von Gustav Weder. In der Besetzung mit Weder, Donat Acklin und Domenico Semeraro gewann dieser Bob 1993 die Titel bei der Europameisterschaft in St. Moritz und bei der Weltmeisterschaft in Igls. Im Jahr darauf gewann der Viererbob mit Gustav Weder, Donat Acklin, Kurt Meier und Domenico Semeraro bei den Olympischen Spielen in Lillehammer die Silbermedaille.